# Milow (piosenkarz)
Milow, właśc. Jonathan Ivo Gilles Vandenbroeck (ur. 14 lipca 1981 w Borgerhout) – belgijski piosenkarz i autor tekstów piosenek.
Zainspirowany koncertem zespołu Pink Floyd, który odbył się we wrześniu 1994 w Werchterze, postanowił również tworzyć muzykę. W latach 1999–2000 przebywał w Kalifornii, gdzie – uczestnicząc w wymianie uczniów w ramach międzykulturowego programu AFS – stworzył pierwsze autorskie piosenki. W 2003 przyjął pseudonim Milow, pod którym wydał siedem albumów studyjnych: The Bigger Picture (2006), Coming of Age (2008), Milow (2009), North and South (2011), Silver Linings (2014), Modern Heart (2016) i Lean into Me (2019). Trzeci z nich promował singlem „Ayo Technology”, który był jego interpretacją przeboju 50 Centa, Justina Timberlake’a i Timbalanda. Nagranie zapewniło mu międzynarodowy rozgłos i trafiło na szczyt listy przebojów w kilku krajach. Dwa wydane przez niego albumy dotarły do pierwszego miejsca Ultratop 200 Albums.
Laureat Europejskiej Nagrody Muzycznej MTV dla najlepszego belgijskiego wykonawcy, dwóch European Border Breakers Awards, Swiss Music Award i dwunastu Music Industry Awards.

## Dyskografia
- The Bigger Picture (2006)
- Coming of Age (2008)
- Milow (2009)
- North and South (2011)
- Silver Linings (2014)
- Modern Heart (2016)
- Lean into Me (2019)